# 十二羰基四钴
十二羰基四钴是一种金属有机化合物，化学式为Co4(CO)12。它是黑色的晶体，难溶于水，容易被空气氧化。

## 制备与结构
十二羰基四钴可由Co2(CO)8热分解得到：
2 Co2(CO)8   →   Co4(CO)12  +  4 CO
其分子虽然含有四面体Co4核，但是具有C3v分子对称性。它的三个羰基配体是桥联配体，另外九个则是端基配体。Co-Co键的平均键长为2.499 Å，C-O键的平均键长为1.133 Å，∠Co-C-O的平均键角为177.5°。
Rh4(CO)12也具有同样的C3v结构但Ir4(CO)12有Td对称性，没有CO桥联配体。Rh4和Ir4簇对热更加稳定，体现了第二和第三过渡系金属-金属键更加稳定的一般性规律。实验发现十二羰基四钴的结构和理论预测有出入。